# ستيفاني هيرست
ستيفاني هيرست (بالإنجليزية: Stephanie Hirst)‏ هي مذيعة بريطانية، ولدت في 31 يوليو 1975 في بارنسلي في المملكة المتحدة.